# Sarda australis
Sarda australis és una espècie de peix de la família dels escòmbrids i de l'ordre dels perciformes que es troba al sud-est d'Austràlia i Nova Zelanda.
Poden assolir fins a 180 cm de longitud total i els 9,4 kg de pes.